# ももたまX
ももたまX（モモタマックス）は、岡山県倉敷市を拠点に活動している日本の女性アイドルグループである。

## 概要
倉敷市に拠点を置く音楽教室・レンタルスタジオ・芸能事務所「株式会社フリースタイルエンターテインメント」に所属するアイドル・声優により2017年7月1日に結成されたコラボユニット。
2021年に解散。2023年に復活。2024年11月30日に封印（活動休止）。

## メンバー
| 名前     | よみ            | 生年月日 | 担当             | 担当カラー | 趣味           | 加入      |
| -------- | --------------- | -------- | ---------------- | ---------- | -------------- | --------- |
| 黒永愛乃 | くろなが あいの | 5月28日  | 小悪魔な妹ちゃん | ピンク     | アニメものまね | 2017年4月 |
| 岩坪希咲 |                 | 9月22日  |                  |            | 動画編集       |           |
| 宮本姫依 | みやもとひより  | 8月1日   | 歌う剣豪         | ホワイト   | 音楽を聴くこと | 2019年4月 |

### 元メンバー
| 名前       | よみ           | 生年月日 | 担当                       | 担当カラー   | 趣味                           | 活動期間                      |
| ---------- | -------------- | -------- | -------------------------- | ------------ | ------------------------------ | ----------------------------- |
| 七瀬日向   | ななせひなた   | 11月25日 | 無邪気な笑顔の最年少       | オレンジ     | メンバーとふざけ動画を撮ること | 2019年1月 -                   |
| 村崎令奈   | むらさきれいな | 7月20日  | ひょうきんウィスパーボイス | レッド       | 甘いものを食べる               | 2019年1月 -                   |
| 椿実久里   | つばきみくり   | 10月31日 | ちっちゃな出来る子         | グリーン     | 猫と遊ぶこと                   | 2019年4月 -                   |
| 花撫さくら | かなでさくら   | 11月29日 | 色白ド天然                 | スカイブルー | 寝ること                       | 2019年4月28日 - 2024年4月28日 |
| かのん     | かのん         | 7月20日  |                            |              | 映画鑑賞                       | 2023年7月16日 - 2024年4月28日 |

## 出演

### イベント
- 日本女子プロ野球リーグ・アイドルサマーフェスティバル2018（2018年8月13日、京セラドーム大阪）[1]
- 関ヶ原 IDOL WARS2019（2019年7月20日、桃配運動公園）
- 滋賀ドラゴンクイーンズフェスティバル（2019年8月11日・12日、滋賀県竜王町総合運動公園）